# Elorrio
Elorrio (en euskera batúa, Elorrio; en el dialecto occidental del euskera, Elorrixo) es una villa y un municipio de la provincia de Vizcaya en el País Vasco en España. Está ubicado en el extremo sureste de Vizcaya y es limítrofe con las provincias de Guipúzcoa y Álava. Pertenece a la comarca del Duranguesado. Cuenta con una población de 7307 habitantes según los datos del INE correspondientes al año 2017. La extensión del municipio es de 37,40 km², por lo que la densidad poblacional es de 193,58 hab./km². Ostenta los títulos de muy leal y muy noble villa. La mayoría de la población es vascohablante.
Ubicada en el valle de Ibaizábal, a los pies de los montes Anboto y Udalaitz, existe evidencia de poblamiento desde, al menos, el Neolítico. La villa de Elorrio fue fundada en 1356 por el infante Don Tello, xx señor de Vizcaya y i de Aguilar de Campoo, en terrenos de la anteiglesia de San Agustín de Echevarría, que tenía asiento y voto en las juntas de Guerediaga de la merindad de Durango. En 1630 la villa de Elorrio se anexionó a la anteiglesia de San Agustín de Echevarría, por lo que ésta salió de la merindad y se constituyó el actual municipio de Elorrio, pasando a tener el asiento número 13 en las Juntas de Guernica.
Durante la Edad Moderna, el comercio con el Nuevo Mundo y la fabricación de armamento para los Tercios trajeron considerables riquezas a la villa. Se construyeron multitud de casas solariegas y palacios, así como fuentes públicas y cruces ricamente ornamentadas. Una legislación protectora y acciones urbanísticas han mejorado el aspecto del casco antiguo y la conservación de muchos edificios. En 1964, la villa fue declarada conjunto histórico-artístico, y una legislación protectora y acciones urbanísticas han mejorado el aspecto del casco antiguo y la conservación de muchos edificios, así como de la Necrópolis de Arguiñeta, que alberga varias tumbas precristianas y estelas funerarias procedentes de difernetes ermitas y lugares de la zona.
En la economía de Elorrio el sector servicios es mayoritario, si bien la industria ocupa el 33 % del PIB y hay presencia de explotaciones agrícolas, por lo general de pequeño tamaño. Como ocurre en los municipios de su entorno, el cooperativismo tiene un peso importante. La tasa de paro era de 6,3 % en 2023 y el PIB per cápita ascendía a 39 043 €, superior a la media del País Vasco.

## Toponimia
En euskera se denomina elorrio al fruto rojo del espino. Una de las hipótesis más habituales es considerar que el nombre de la villa es un fitónimo derivado de la palabra vasca elorri, 'espino'. Clara muestra de dicha asociación de ideas (que viene de antiguo) es que el escudo de la villa muestre un espino.
En vasco se denomina coloquialmente a la localidad Elorrixo (pronúnciese como elorrisho).

## Geografía
Situada en el extremo sureste del territorio histórico de Vizcaya, en el límite con Guipúzcoa y la parte más oriental de la comarca del Duranguesado, está ubicada en la parte alta del valle del Ibaizabal. Se sitúa bajo el monte Udalaitz (1117 m) y sus tierras, las de la antigua anteiglesia de San Agustín, se extienden por los montes colindantes hacia Guipúzcoa. La cabecera comarcal, Durango, queda a 9 km, y Bilbao, al capital de la provincia, a 39.
El municipio de Elorrio consta de numerosos barrios rurales. Además del núcleo urbano y del pequeño núcleo de la antigua anteiglesia de San Agustín, la villa está conformada por los barrios de Aldape, Arabio, Arauneta, Berrio, Berriozabaleta, Gaztañeta, Gaceta, Iguria, Leániz, Miota, Lequerica, Mendraca, Urquizuaran y Cenita.
Elorrio limita con los siguientes municipios: al norte con Bérriz y Zaldívar; al sur Mondragón (Guipúzcoa) y Aramayona (Álava), al este con Elgueta y Vergara (Guipúzcoa) y al oeste con Axpe Achondo y Abadiano.

### Comunicaciones
Las comunicaciones están centradas en la carretera N-636, que cruza el municipio y une Durango con Mondragón. Esta ruta forma parte del eje Beasáin (Guipúzcoa)–Durango. En Durango enlaza con la N-634 y la autopista AP-8 que lo unen con las capitales de Vizcaya y Guipúzcoa, y en Mondragón con la AP-1 que lo une con la de Álava, y todo da a la cuenca del Deva. De Elorrio parte la carretera BI-2632 hacia Elgueta y Vergara, y la BI-3321 hacia Bérriz.
Hasta mediados de siglo XX contó con estación de ferrocarril, pero ésta fue desmantelada en los años 1960.

### Hidrografía
El principal río del municipio es el Zumelegui, que nace en las estribaciones del Udalaitz. Este río, en Achondo, se une con el Arrázola, dando lugar, desde ese punto en adelante, al Ibaizábal. De los montes que rodean el valle bajan otros pequeños afluentes que desemboca en el río principal; algunos de ellos son Inchorta, Larrarte, Mendraca...

### Orografía
Situado ya al final del valle, parece que las moles calizas de la sierra de Amboto quedan alejadas de las tierras de Elorrio. A no ser por la mole caliza del Udalaiz que, separada de sus hermanos, se alza, imponente con sus 1117 metros, sobre el municipio. Rodeando el pueblo, pequeñas elevaciones cubiertas de vegetación lo protegen. Montes como los Inchorta (797 m), Memaya (669 m), Amitar, Santa Mañazar (679 m) y Erdella (660 m) acogen a los numerosos núcleos de caseríos, baserriak en vasco, que conforman el municipio. En terrenos de Elorrio, a unos cuatro kilómetros al sur, se encuentra el punto donde se unen las tres provincias que componen la comunidad autónoma del País Vasco; este lugar se llama Besaide. En él existe un campanario para marcar el punto exacto, a 555 metros sobre el nivel del mar, y en su base un monumento alegórico hecho en granito dedicado a los tres territorios históricos que une.

## Historia
El actual municipio de Elorrio está formado por la villa de Elorrio y los barrios que formaban la antigua anteiglesia de San Agustín de Echevarría. La villa tiene fecha fundacional: su fundación la efectuó el Señor de Vizcaya Tello en 1356 y lo hizo en terrenos de la anteiglesia. Ambas historias corrieron paralelas hasta el año 1635, cuando la anteiglesia se incorpora a la villa. Hasta entonces la villa de Elorrio tenía asiento y voto en las Juntas de Guernica, el número 13, y la anteiglesia de San Agustín los tenía en las Juntas de Guerediaga, por ser perteneciente a la Merindad de Durango, el número 3, pero a partir de la anexión la anteiglesia pierde su representación y se integra junto a la villa.
Como en todas las anteiglesias, se desconoce la fundación de la misma. El origen se entronca con la historia de la tierra llana de Vizcaya. En los municipios vecinos hay restos arqueológicos que dan testimonio de la ocupación de estas tierras por los humanos desde tiempos anteriores al neolítico.
En el área perteneciente al actual municipio de Elorrio se han encontrado varias estelas funerarias y sepulturas. Algunas de ellas se han concentrado en Arguiñeta, dando lugar a la necrópolis de Arguiñeta con elementos fechados en el año 893, justo en los albores del cristianismo en esta zona. Las estelas, de origen anterior a los sarcófagos, son precristianas.
El 11 de febrero de 1053 se funda el monasterio de San Agustín de Echevarría, que sufre varias modificaciones, una en el siglo XII (románico) y otra en el XVI (gótico), que es la que ha llegado a la actualidad.
La fundación de la villa, en 1356, se realiza con la doble intención de establecer un poder que contrarreste al de los nobles y el de defender el Señorío de los vecinos guipuzcoanos. Las guerras de bandos tuvieron una de sus principales batallas en Elorrio. Esta batalla, conocida como la Batalla de Elorrio, se produjo en 1468 y enfrentó a las casas de Ibarra del bando oñacino y los Marzana del gamboíno.
Los siglos XVI, XVII y XVIII componen la Edad Moderna de la villa. La participación de familias locales en el comercio con el Nuevo Mundo es muy activa y hace que lleguen riquezas importantes a la villa, que se invierten en edificios notables; este es el origen de la multitud de casas solariegas y palacios (más de 20 palacios y más de 69 escudos heráldicos) que hoy son testimonio de aquellos hechos. Se construye la iglesia (entre los años 1459 y 1506), que es la mayor de Vizcaya, se realizan fuentes públicas, cruces de límite relevantes, ricamente labradas. Todo ello refleja la riqueza que llegaba a la villa, que en estos tiempos incorpora a la anteiglesia.
Durante estos siglos tiene especial importancia la fabricación de armamento para los Tercios españoles, en especial las picas, de las que un informe de 1575 indica que se proporcionaban mensualmente 3000 junto a 1500 lanzas.

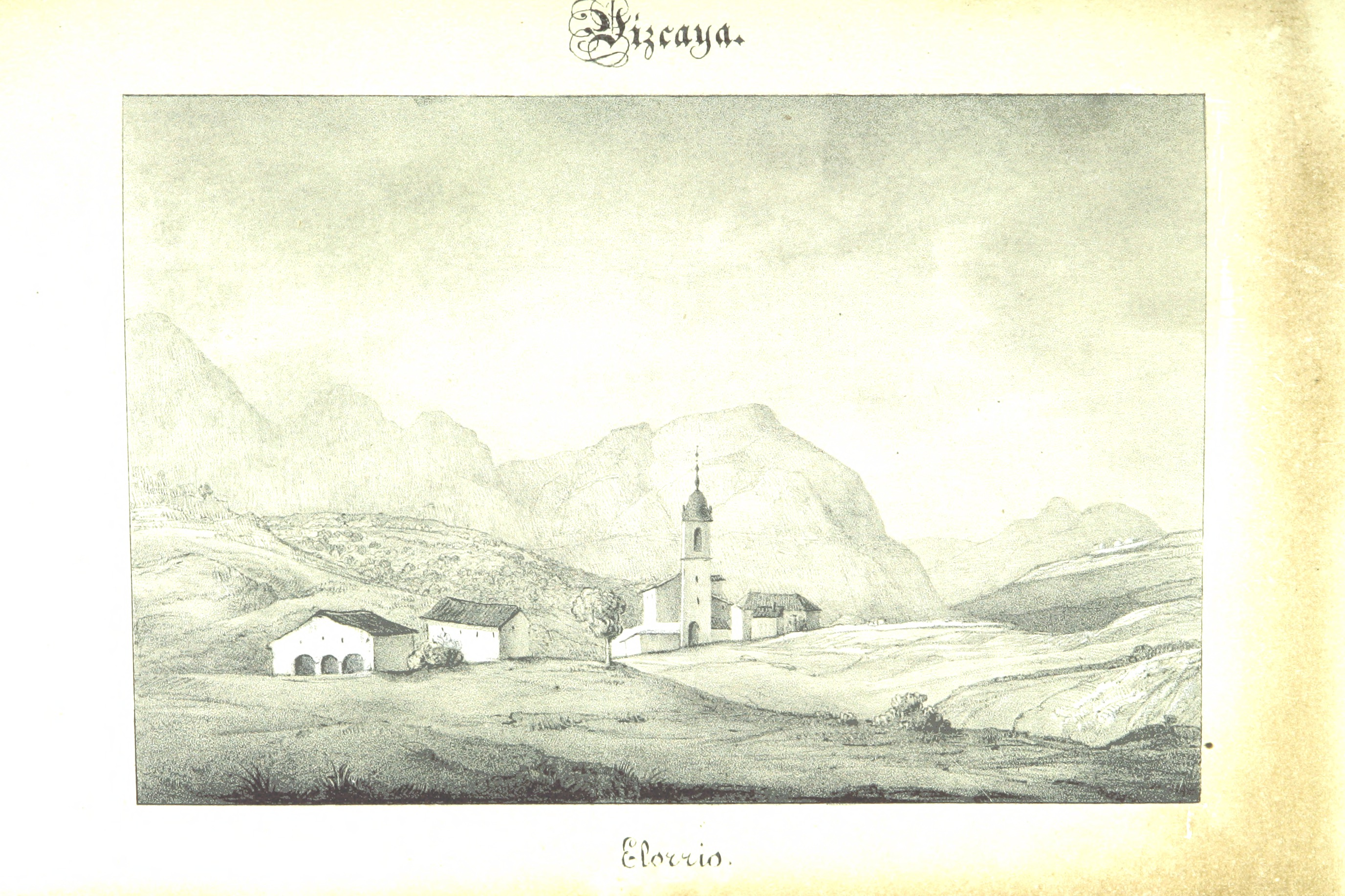
Vista de la localidad en la primera mitad del

El siglo XIX encuentra a una villa enriquecida, con una sociedad agrícola que se abre a la moda de los balnearios, de los cuales la villa posee algunos que le dieron cierto renombre, y con una cierta nobleza que acudía a la villa para pasar sus temporadas veraniegas.
En 1907 se establecieron en Elorrio los religiosos agustinos asuncionistas. En 1923 el obispo san Manuel González García fue a este lugar a pasar sus vacaciones en la residencia de los asuncionistas. Aquí conoció a Antonio de Murua y Rodríguez de Paterna, conde pontificio de Láriz, y a su esposa Trinidad de la Quintana y Salcedo, residentes en San Sebastián, que veraneaban en este municipio, y que le invitaron a pasar con ellos sus vacaciones. A partir de 1926, san Manuel González veraneó casi todos los años en la casa de este matrimonio en Elorrio. En 1964 pasó sus vacaciones aquí san Josemaría Escrivá de Balaguer. En la actualidad, la casa de los condes de Láriz es usada para retiros del Opus Dei.
Después de la Guerra Civil, con la moda balnearia ya pasada, se suma a la industrialización del país y de la comarca del Duranguesado. La ubicación de diferentes industrias hace subir su población, que se pone cerca de los 8000 habitantes en los años 80 del siglo XX.
El conjunto monumental fue declarado conjunto histórico-artístico en 1964 y abre las puertas a una nueva actividad turística.

## Demografía
Elorrio cuenta con una población de 7266 habitantes (INE 2024).
| Gráfica de evolución demográfica de Elorrio entre 1842 y 2021 |
| |
| Población de derecho según los censos de población del INE Población de hecho según los censos de población del INEEn estos censos se denominaba Tavira de Elorrio: 1857 y 1860 |

### Economía
La economía de la villa está basada en el sector industrial. No obstante, la actividad agrícola y sobre todo ganadera tiene importancia relevante en la economía municipal.
Sector primario
El sector primario está formado por las explotaciones rurales, en su mayor parte de pequeño tamaño, complementan, en la mayoría de los casos, los ingresos principales procedentes de la actividad industrial. Hay explotaciones ganaderas relevantes dedicadas a la carne y producción láctea. La explotación forestal, de pino insigne, es también una actividad importante.
Sector secundario
El sector secundario es el más importante de la actividad económica de Elorrio. Hay industrias de trasformados metálicos de todo tipo, fundición, ferretería y máquina herramienta.
Sector servicios
El sector servicios es pequeño para cubrir las necesidades diarias de la población, influida por la cercanía de Durango y Mondragón, donde se accede a realizar las compras más especializadas.
En el barrio de San Agustín tiene su sede oficial y almacenes generales la cooperativa de consumo y distribución Eroski, que pertenece al Grupo Cooperativo Mondragón.

## Administración y política
El órgano de gobierno del municipio es el Ayuntamiento de Elorrio, cuyos representantes se eligen cada cuatro años por sufragio universal de todos los ciudadanos mayores de 18 años de edad. Desde 2015, la alcaldesa de Elorrio es Idoia Buruaga Bárcena (EH Bildu), que fue reelegida en 2019.
Las elecciones de 2015 volvieron a dar la victoria a EH Bildu, empatada también con el PNV, pero siendo investida esta vez su candidata EH Bildu, al perder el PP su único concejal y entrar con un concejal la plataforma Herriaren Eskubidea SQ-SD, que votó en blanco. 
En 2011, el concejal del PP en Elorrio, Carlos García, votó a la candidata del PNV, Ana Otadui, por lo que esta salió elegida alcaldesa con 7 votos frente a los 6 que cosechó Bildu, pese a ser la fuerza más votada en la localidad.
| Partido político                                              | 2023  | 2023  | 2023       | 2019  | 2019  | 2019       | 2015  | 2015  | 2015       | 2011  | 2011  | 2011       | 2007  | 2007  | 2007       |
| Partido político                                              | %     | Votos | Concejales | %     | Votos | Concejales | %     | Votos | Concejales | %     | Votos | Concejales | %     | Votos | Concejales |
| Euskal Herria Bildu (EH Bildu)-Bildu                          | 43,54 | 1665  | 6          | 44,58 | 1905  | 6          | 42,71 | 1748  | 6          | 41,96 | 1741  | 6          | —     | —     | —          |
| Euzko Alderdi Jeltzalea-Partido Nacionalista Vasco (EAJ-PNV)  | 40,76 | 1559  | 6          | 38,75 | 1656  | 6          | 36,70 | 1502  | 6          | 36,27 | 1505  | 6          | 30,07 | 1245  | 5          |
| Elkarrekin Podemos-Ezker Anitza-IU-SQ-2D                      | 9,28  | 355   | 1          | 8,02  | 343   | 1          | 9,68  | 396   | 1          | 3,88  | 161   | 0          | 11,52 | 477   | 1          |
| Partido Socialista de Euskadi-Euskadiko Ezkerra (PSE-EE PSOE) | 4,00  | 153   | 0          | 5,12  | 219   | 0          | 4,15  | 170   | 0          | 5,37  | 223   | 0          | 9,01  | 373   | 1          |
| Partido Popular del País Vasco (PP)                           | 1,09  | 42    | 0          | 2,31  | 99    | 0          | 5,35  | 219   | 0          | 6,65  | 276   | 1          | 6,01  | 249   | 0          |
| Eusko Abertzale Ekintza-Acción Nacionalista Vasca (EAE-ANV)   | —     | —     | —          | —     | —     | —          | —     | —     | —          | —     | —     | —          | 40,39 | 1672  | 6          |

## Cultura

### Patrimonio
El patrimonio monumental es muy extenso. El casco urbano fue declarado conjunto histórico-artístico en 1964. Hay numerosos palacios y casas blasonadas, así como multitud de ermitas.

#### Patrimonio civil

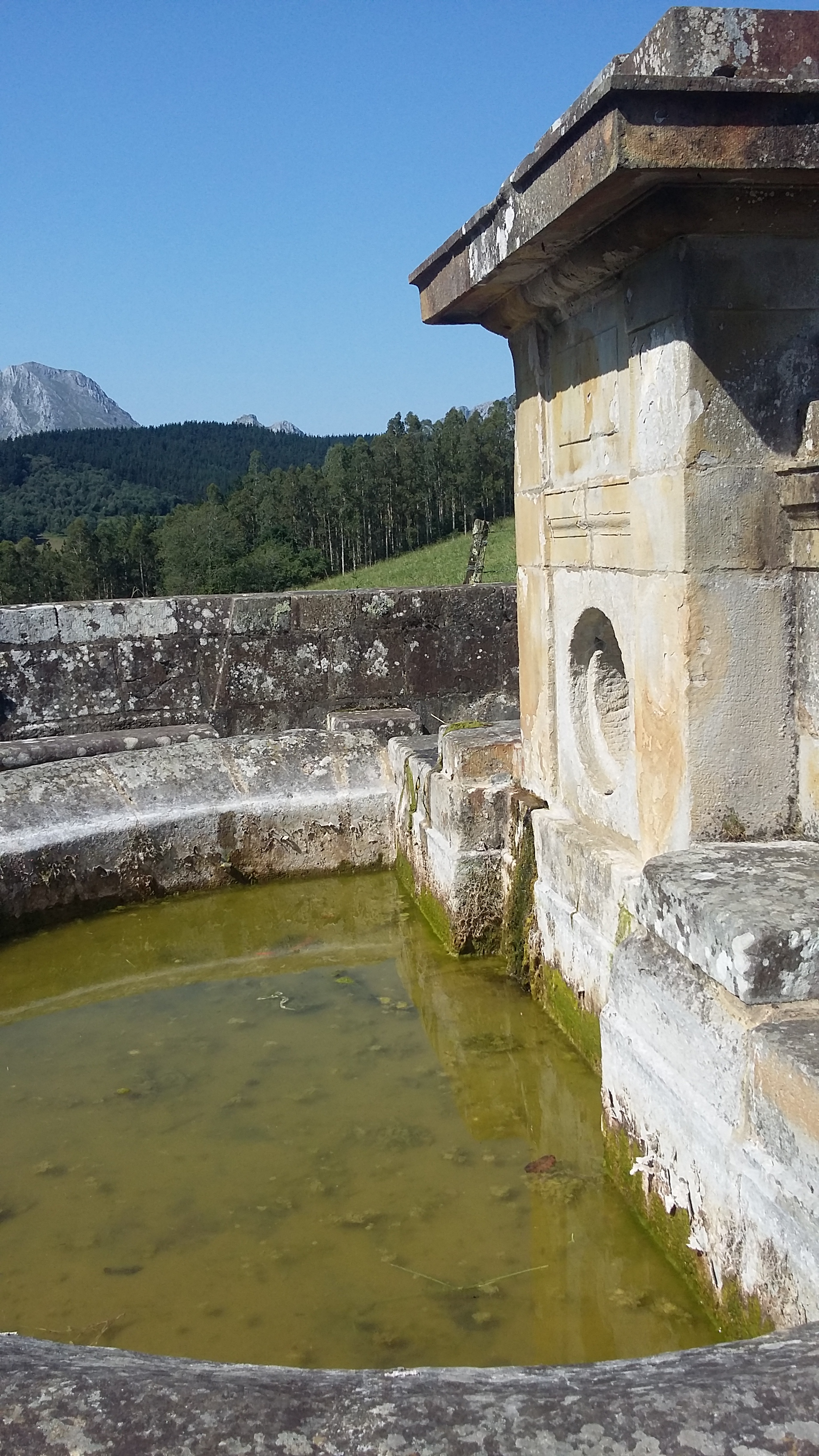
Vista lateral del lavadero de la fuente de Berriozabaleta

- Fuente de Berriozabaleta, magnífico ejemplar de obra pública de estilo neoclásico que conjuga el servicio de agua potable con el de lavadero público, creando un área de encuentro agradable que invita a la relación humana. La mandó construir el Oidor en Perú Manuel Plácido de Berriozabalbeitia, originario del caserío vecino, para su mujer que era de origen Inca. Dicen que la fuente recuerda a las obras de esa cultura. Tras la independencia de Perú Manuel Plácido de Berriozabalbeitia regresa a la metrópoli en 1828. Entre 1832 y 1833 realiza el palacio rural que se ubica al lado de la fuente del cual es complemento y traslada la ermita de Santa Catalina, todo ello en beneficio del barrio del que era oriundo. La fuente la construyó el arquitecto Miguel de Elcoro Bereceybar quien hace un proyecto eminentemente renacentista. Se ubica en la parte baja del barrio, en una vaguada, con unas buenas vistas desde el inicio mismo del camino de acceso el cual es diseñado meticulosamente, una calzada empedrada franqueada por pilares de piedra cada cinco metros, que finaliza en una terraza artificial semicircular en cuyo centro se ubica la fuente, motivo central del monumento.

La fuente está realizada en volúmenes simples y armónicos, Un caño de metal con forma de cabeza de león vierte el agua en el pilón rectangular, que es acompañado por dos vanos termales laterales a los que se accede por medio de tres escalones. Tras el volumen central se abre el lavadero semicircular en torno al que gira un hemiciclo con siete bancos apoyados en el parapeto de la terraza que se abre al espacio. Se previene la entrada de animales en todo el conjunto mediante cuatro pivotes en cada extremo enlazados por un murete que resguarda los tres primeros escalones. El monumento fue restaurado en los años 1992 y 1993 por la Diputación Foral de Vizcaya.
- Necrópolis de Argiñeta, conjunto de sepulcros y estelas funerarias, que se reunió en este lugar, procedentes de las ermitas que rodean la villa. Todavía en algunas de ellas hay sepulcros similares. Consta de 23 sarcófagos, uno doble, que datan del siglo IX y tres estelas anteriores a esta fecha, de culto precristiano.

- Palacio de Arezpakoetxea, se construyó en 1620 derribando una aparte de la muralla y usando tres parcelas de la trama urbana medieval. Está adosado a la puerta del Campo, una de las seis que tenía la villa. Tiene una hermosa solana con cuatro arcos de la fachada posterior y un hermoso escudo esquinero. Junto al edificio principal está la casa del servicio, conocida como Arespakotxaga Txikia en cuya fachada reza un versículo del Cantar de los Cantares que dice en latín Sub umbra illius quem desideraveram sedi ('Edifiqué a la sombra de aquel a quien había deseado').

- Palacio de Arespakotxaga Azkarraga, edificio barroco que mandó construir en 1666 Juan de Arespakotxaga y Azkarraga, caballero de la Orden de Santiago y secretario del rey Felipe IV en el Consejo de Guerra, sobre el solar familiar. Destaca la galería de tres arcos que da al jardín y en su fachada principal el escudo de armas en el que figuran las armas de los apellidos Arespakotxaga, Azkarraga, Andueza y Urkizu.

- Palacio Zearsolo “Casa Jara”, conjunto palaciego realizado en dos épocas diferentes en el que destaca la verjería, el ingreso, los escudos de armas y el jardín. El núcleo original es del siglo XVII y la fachada que da a la plaza es de 1934.

- Palacio Olazabal también llamado de Modet, edificio palaciego de finales del siglo XIX con amplio jardín y un hermoso escudo con las armas Olazabal en su fachada. Destaca la cochera de estilo británico señalada por un busto de caballo labrado sobre el acceso.

- Palacio Urkizu Aldatsekua, data de principios del siglo XX y se levantó en el solar que dejó libre la casería de los Urkizu tras su incendio. Tiene un jardín romántico con pozo y una trazado de senderos, con una colección de árboles exóticos.

- Palacio Arriola, casa natal de san Valentín de Berrio-Otxoa. Es un edificio del siglo XVII que mandó construir Juan Otxoa de Arriola. Sobre un hermoso balcón volado, con interesante baranda de forja, se sitúa el escudo de piedra de la familia.

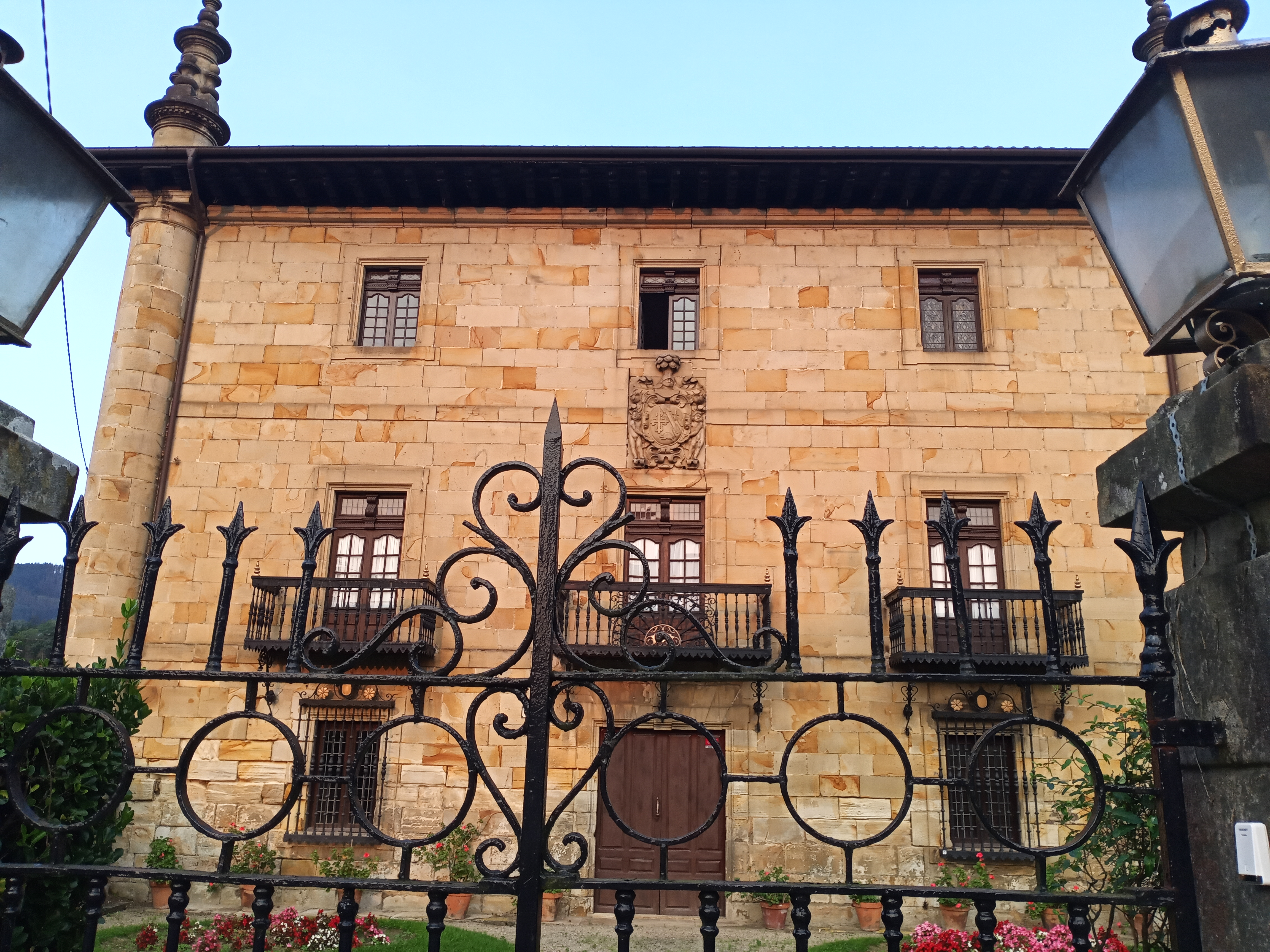
Palacio Tola

- Palacio de Urkizu-Tola es un ejemplo de palacio urbano ubicado en un entorno semirrural. Construido por encargo del capitán Agustín de Urquizu en 1677 al maestro arquitecto y cantero Juan Bautista de Aldariaga, quien realizó un trabajo de calidad que convierten a este edificio en uno de los ejemplos de la arquitectura residencial culta barroca más relevantes de Vizcaya. Es un edificio de silueta cúbica con tres alturas rematado con sendos garitones esquineros cilíndricos que sobrepasan el tejado a cuatro aguas y finalizan en pináculo que le dan un aire castrense medieval. Las fachadas están realizadas en sillería de arenisca de muy buena calidad con una traza severa de vanos simétricos, al gusto del barroco del siglo XVII. Las fachadas finalizan en una cornisa y alero volado con canes de madera labrados. La fachada sur es la principal y en ella se concentran los elementos de interés. Las otras están realizada en buena mampostería y notable sobriedad.

La fachada principal luce un escudo de armas sobre balcón principal y el portal de entrada situado en el centro de la misma. El resto de vanos se reparten en una rígida retícula de tres por tres, los cuales están recercado en ángulos con orejetas y patas. Los pisos se definen con una moldura de sillería. Los balcones de la planta noble están dotados de forja de buena calidad. En la planta bajo tenía un portalón en doble arco de medio punto. El balcón principal se dobla hacia la fachada del este sobre el jardín. En esa fachada a la misma altura, se abre la loggia de tres arcos de medio punto sobre columnas toscanas. La distribución interior gira en torno a la escalera principal que data del siglo XVIII. Los tramos de gradas de madera unen las alturas hasta el segundo piso donde se abre una rotonda con vanos de medio punto sobre pilares cubierta por una bóveda acristalada. Sobre las arcos un friso con la leyenda Sola virtus parit honorem solus labor parit virtutem ('Solo la virtud produce honor. Sólo el trabajo produce virtud'). Otro lucero contiguo ilumina la escalera. En 1918 el palacio pasa a la propiedad del marqués de Tola de Gaytán, descendiente de los Urkizu.
- Portal de Don Tello y murallas, originalmente puerta del Campo, es una de las dos puertas que quedan de las seis originarias de la muralla, la otra es al del Río. Está coronado por el escudo de los Reyes Católicos anterior a la toma de Granada y contiene las armas de Castilla y León, Aragón y Sicilia.

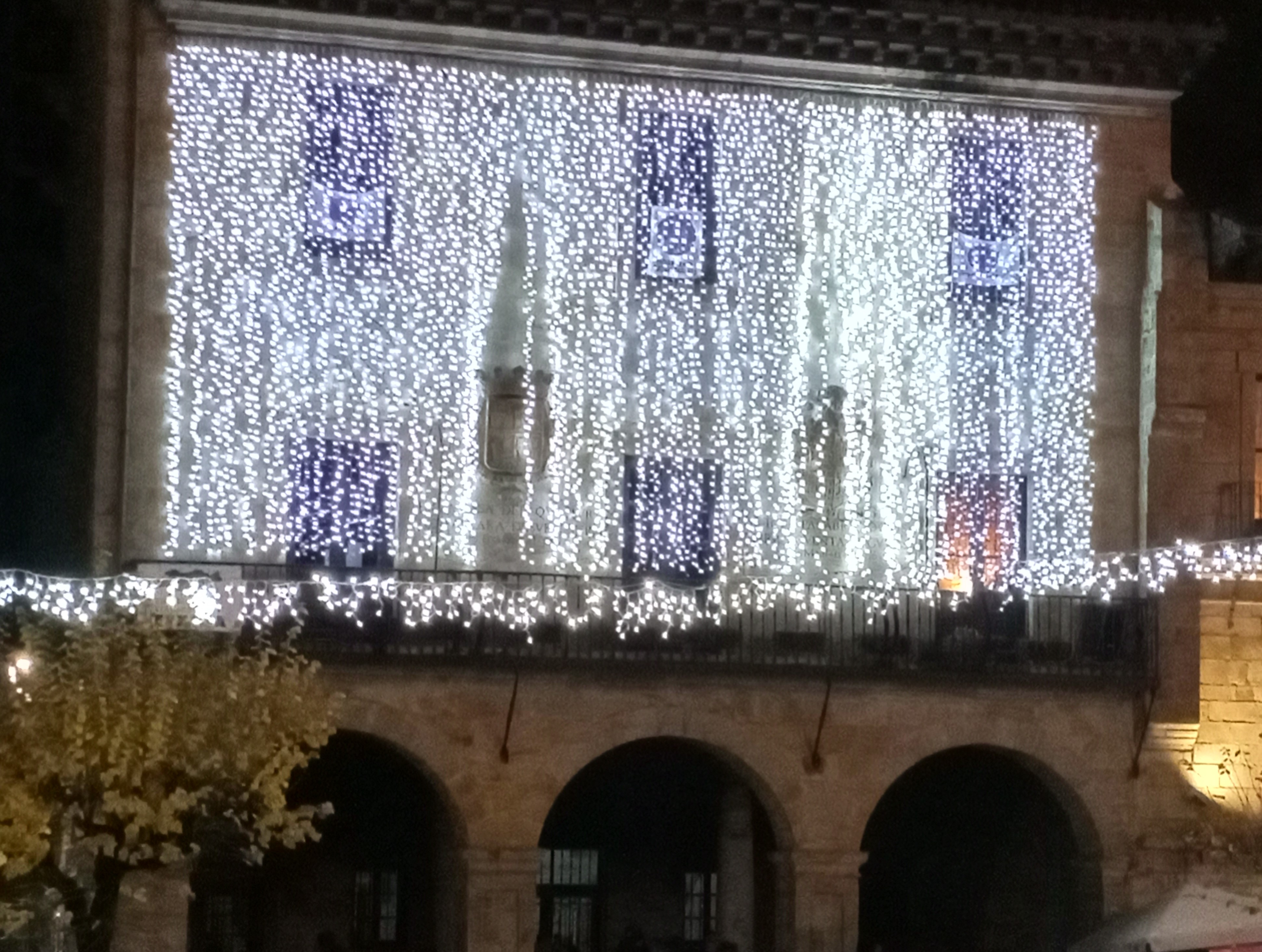
Casa consistorial

Las murallas tenían seis puertas, la puerta del Campo, la del Río, la puerta de San Juan (en una hornacina se conserva la imagen del santo a la que estaba consagrada), la puerta de Ntra. Sra. de Uribarri (en una hornacina se conserva la imagen del santo a la que estaba consagrada), la puerta de San Antón (se cosnerva la hornacina pero no la imagen), la puerta del Rosario, que fue sustituida por un monumento conmemorativo de tres arcos que se conserva y en el cual se ubica la hornacina para la virgen, pero la imagen ya no existe.

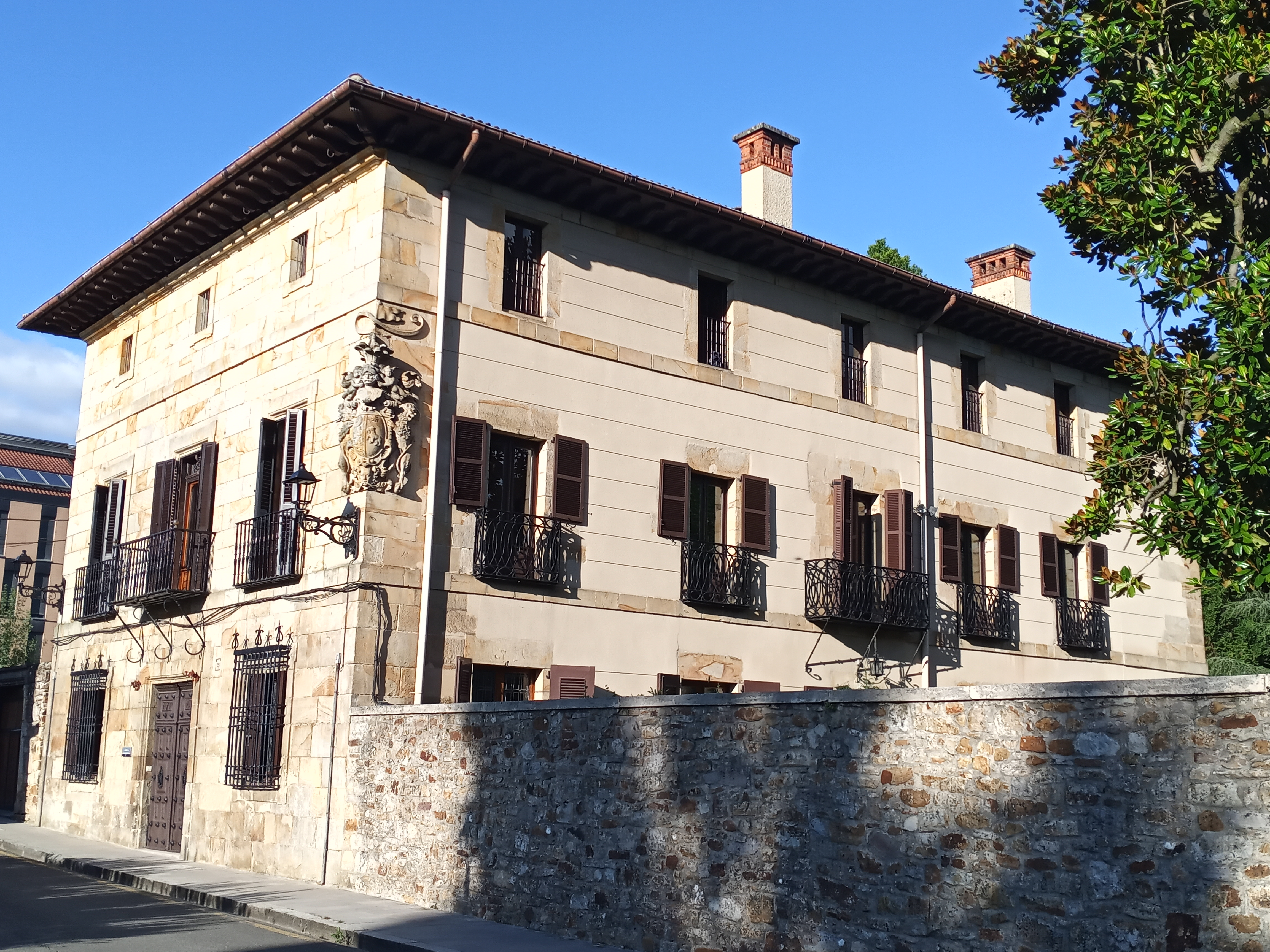
Palacio Lariz

- Palacio LarizPalacio Urkizu con puente para acceso a los antiguos jardines sobre el río.
- Palacio de Zearsolo-Casajara
- Palacio de Estéibar–Arauna
- Palacio de Lariz
- Palacio de Arabio
- Casa consistorial

#### Patrimonio religioso

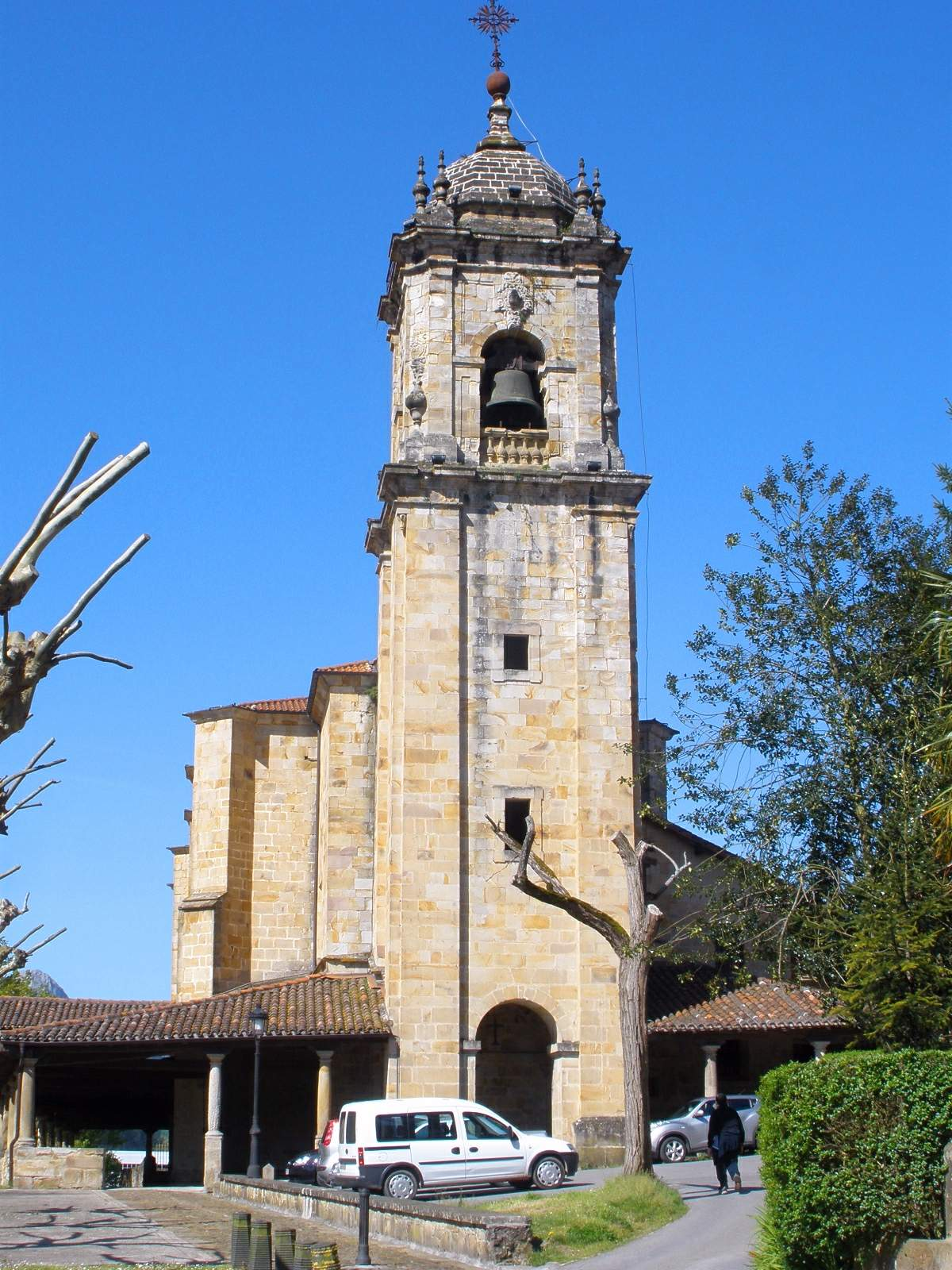
Cabecera y torre de la iglesia de San Agustín

- Iglesia de San Agustín de Etxebarria, de estilo gótico vasco. La actual data del siglo XV, pero su fundación se remonta a 1053. En su pórtico se reunión del concejo de la anteiglesia de San Agustín de Eteberría, hasta que se unió a la villa de Elorrio.

En una capilla exterior de estilo gótico frente a la puerta principal de entrada al templo se hallan los sepulcros atribuidos a Munio Sánchez y su mujer Leguncia, primeros condes de Durango y fundadores de la iglesia en 1053. Sus cuerpos resultaron momificados de forma natural y permanecieron en la capilla hasta 1967 cuando, debido a un acto de vandalismo, fueron trasladados al Museo Arqueológico, Etnográfico e Histórico Vasco de Bilbao. Los cuerpos, bastante deteriorados, corresponden a un hombre y una mujer en edad adulta avanzada.
- Basílica de la Purísima Concepción, del siglo XV, de estilo gótico decadente y renacentista. Tiene una magnífica torre barroca, la segunda en altura de Vizcaya (53,34 metros). En su interior está en sepulcro de San Valentín de Berriochoa, martirizado en Vietnam, razón por la cual se erigió un retablo de gusto exótico.

- Convento de santa Ana (Santa Ana Komentua), levantado en 1699 a expensas de la villa, donde originalmente se encontraban la ermita y la hospedería de santa Ana. En 1700 se trasladaron a él las monjas dominicas del convento de santa Margarita de Hungría, situado en una casa particular de Ermua. Este traslado fue auspiciado por importantes familias de Elorrio, cuyas hijas profesaron en el convento. En sus orígenes, el complejo estaba compuesto de: iglesia, convento, aulas para clases de gramática y latín, y casa para capellanes. Actualmente la planta baja de esta última acoge el Museo Berri-Otxoa, dedicado a la memoria de san Valentín de Berriochoa. Las monjas elaboran, desde hace siglos, un reconocido ungüento para infecciones y quemaduras; y unas tartas que mantienen su afamada calidad desde hace siglos.

- Cruces del término de Elorrio (Elorrioko Muga-Gurutzeak): Siglo XVI. Elorrio es la población vasca con mayor concentración de cruces en su término municipal, concretamente nueve: Kurutziaga gótico español, Santa Ana Renacimiento español, Ganondo, Iguria, Txanberi, Santa Elena, San Juan, Kurutzondo y Kurutzebarri plateresca. Casi todas se construyeron a lo largo del siglo XVI, siendo la de Kurutziaga, la más antigua y sobresaliente por la riqueza de su decoración gótica. Esta cruz data de 1522 y se realizó en un momento en el que Elorrio atravesaba una etapa de prosperidad que supuso la expansión de la villa fuera del recinto amurallado. Marcaba el límite urbano de los antiguos arrabales del Sur, los de Suso y san Roke, donde arrancaban los caminos hacia Mondragón y Elgueta.

### Fiestas populares
En la villa se celebran varias fiestas y cada barrio que la compone realiza la suya en honor a su patrón.
- El día 4 de julio se celebra fiesta en honor a San Valentín de Berriochoa, que es patrón de Vizcaya.
- El primer domingo de septiembre se celebran las fiesta de Ferixa Nausikuak, que son las fiestas mayores de la villa y duran una semana, con los actos que vienen siendo típicos: bailes, verbenas, competiciones deportivas y de deporte rural, actos culturales, etc.
- El primer domingo de octubre tiene lugar la fiesta de Errebonbilloak, que es un alarde militar cuyo origen parece estar en las antiguas milicias con que cada municipio participaba en la defensa o en la guerra. Según la tradición popular, parece que este caso particular está relacionado con la vuelta de dichas milicias de la batalla de Lepanto. La compañía de fusileros formada por los jóvenes del pueblo sale por la mañana y por la tarde y realiza descargas de fusilería en lugares determinados del pueblo; el único lugar que cambia es el correspondiente a la casa del alcalde. A la noche se realiza una procesión con la virgen del Rosario, terminando con un baile, un aurresku en la plaza Mayor.

En los barrios se celebran las siguientes fiestas:
- Gazeta, 6 de enero, Nuestra Señora de la Asunción
- Argiñeta, primer sábado de agosto, San Adrián
- Miota, 24 de agosto, San Bartolomé
- San Agustín, 28 de agosto, San Agustín
- Berrio, 26 de diciembre, San Esteban